# Metus Mortis
Metus Mortis è il quarto album in studio del gruppo musicale tedesco Brainstorm, pubblicato nel 2001.

## Tracce
1. Metus Mortis – 1:06
2. Blind Suffering – 4:24
3. Shadowland – 3:51
4. Checkmate in Red – 4:29
5. Hollow Hideaway – 4:25
6. Weakness Sows Its Seed – 5:45
7. Into the Never – 4:23
8. Under Lights – 6:05
9. Cycles – 4:17
10. Behind – 4:26
11. Meet Me In The Dark – 3:11
12. Strength of Will – 3:43
13. Face Down – 4:15 (bonus track)

## Formazione
Gruppo
- Andy B. Franck - voce, cori
- Torsten Ihlenfeld - chitarra, cori
- Milan Loncaric - chitarra, cori
- Andreas Mailänder - basso
- Dieter Bernert - batteria

Altri musicisti
- Michael "Miro" Rodenberg - tastiera